# 拉臘足球都會體育場
拉腊足球都会体育场（西班牙語：Estadio Metropolitano de Cabudare）是一个体育场，位于委内瑞拉巴基西梅托附近的卡武达雷，建于2006年至2009年，并作为2007年美洲杯的9个比赛场馆之一，可容纳多达47,913人。
拉腊足球都会体育场是委内瑞拉唯一的没有跑道的大型足球场。由于这种构造，它经常与英格兰曼彻斯特老特拉福德球场相提并论。

## 2007年美洲杯
拉腊足球都会体育场是2007年美洲杯的比赛场馆之一。在此赛事中，该体育场进行了以下比赛：
| 日期         | 当地时间（UTC-4） | 第一队伍 | 比分 | 第二队伍 | 回合         |
| ------------ | ----------------- | -------- | ---- | -------- | ------------ |
| 2007年7月5日 | 18:35             | 美国     | 0-1  | 哥伦比亚 | C组          |
| 2007年7月5日 | 20:50             | 阿根廷   | 1-0  | 巴拉圭   | C组          |
| 2007年7月8日 | 18:50             | 阿根廷   | 4-0  | 秘魯     | 四分之一决赛 |